# Macachín
Macachín è una città dell'Argentina, capoluogo del dipartimento di Atreucó nella provincia di La Pampa.